# Lac du Tech
Pour les articles homonymes, voir Tech (homonymie).
Le lac du Tech est un lac de barrage français situé administrativement dans la commune d'Arrens-Marsous dans le département des Hautes-Pyrénées en région  Occitanie.

## Toponymie
Nom qui n’a rien à voir avec le français if mais qui se rattache à la famille des taxacées. D’où son nom gascon : tech, teix, tach.

## Géographie
Le lac du Tech est situé à proximité d'Argelès-Gazost et du col d'Aubisque dans le val d'Azun.

## Histoire
Le lac a été créé par l'établissement d'un barrage sur le Gave d'Arrens. Le barrage est de type voûte en béton.
Le barrage du Tech a été construit entre 1949 et 1951.

## Protection environnementale
Le lac est situé dans le parc national des Pyrénées et fait partie d'une zone naturelle protégée, classée ZNIEFF de type 1 : Hautes vallées des gaves d’Arrens et de Labat de Bun

## Voies d'accès
Deux sentiers permettent d'en faire le tour.

## Images

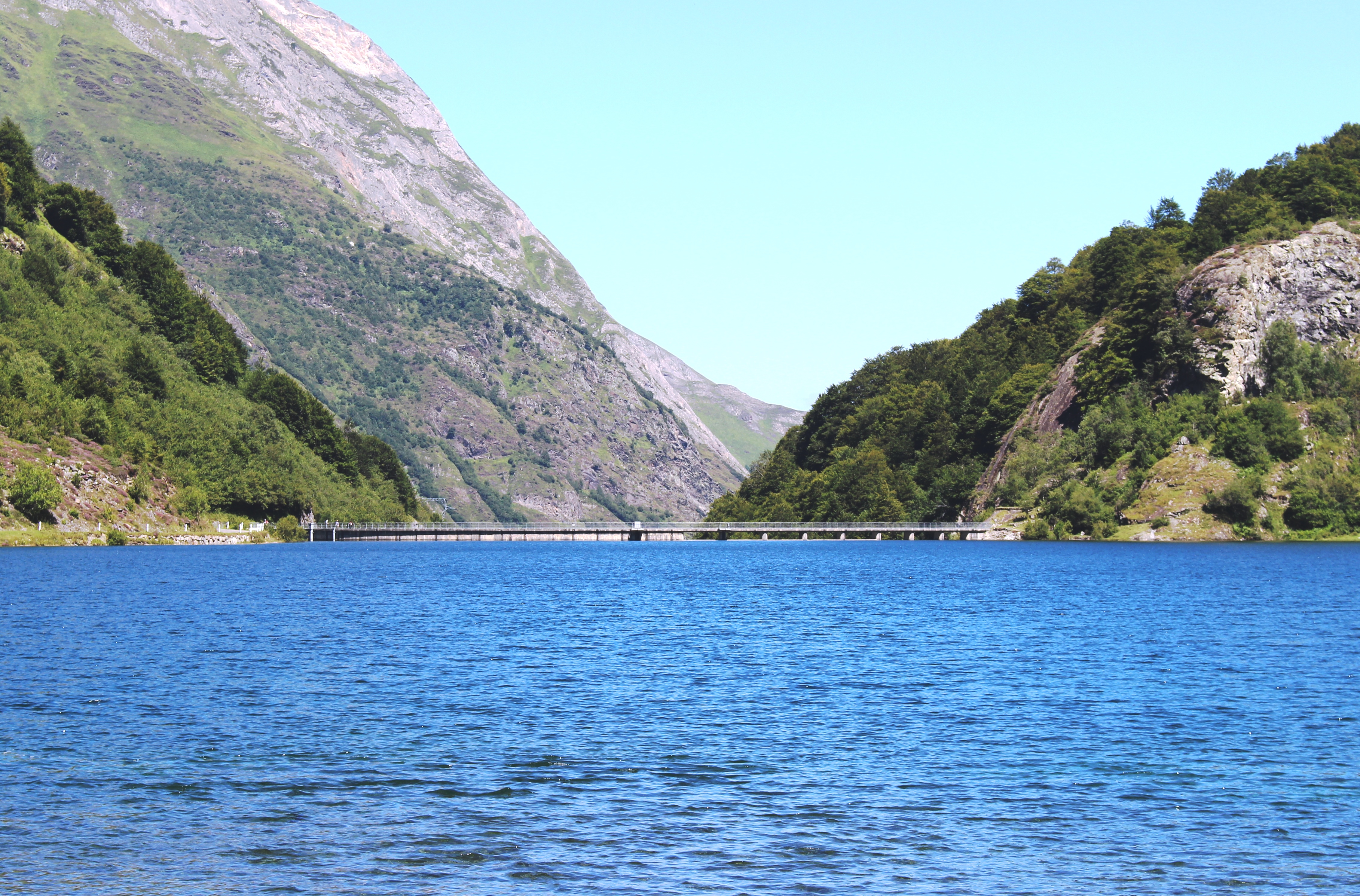
Vue du barrage.